# Антигва и Барбуда на Светском првенству у атлетици на отвореном 2022.
Антигва и Барбуда је на 18. Светском првенству у атлетици на отвореном 2022. одржаном у Јуџину  од 15. до 25. јула учествовала осамнаести пут, односно учествовала је на свим првенствима до данас. Репрезентацију Антигве и Барбуде представљала су 2 такмичара (1 мушкарац и 1 жена) који су се такмичили у 2 дисциплине (1 мушка и 2 женске).,
На овом првенству такмичари Антигве и Барбуде нису освојили ниједну медаљу нити су остварили неки резултат.

## Учесници
| Мушкарци: - Cejhae Greene — 100 м | Жене: - Џоела Лојд — 100 м, 200 м |  |

## Резултати

### Мушкарци
| Атлетичар     | Дисциплина | Лични рекорд | Предтакмичење | Предтакмичење | Квалификације | Квалификације | Полуфинале           | Полуфинале           | Финале               | Финале       | Детаљи |
| Атлетичар     | Дисциплина | Лични рекорд | Резултат      | Место         | Резултат      | Место         | Резултат             | Место                | Резултат             | Место        | Детаљи |
| ------------- | ---------- | ------------ | ------------- | ------------- | ------------- | ------------- | -------------------- | -------------------- | -------------------- | ------------ | ------ |
| Cejhae Greene | 100 м      | 10,00        | Слободан      | Слободан      | 10,17 (.164)  | 4. у гр. 1    | Није се квалификовао | Није се квалификовао | Није се квалификовао | 27 / 67 (71) |        |

### Жене
| Атлетичарка | Дисциплина | Лични рекорд | Квалификације | Квалификације | Полуфинале            | Полуфинале            | Финале                | Финале       | Детаљи |
| Атлетичарка | Дисциплина | Лични рекорд | Резултат      | Место         | Резултат              | Место                 | Резултат              | Место        | Детаљи |
| ----------- | ---------- | ------------ | ------------- | ------------- | --------------------- | --------------------- | --------------------- | ------------ | ------ |
| Џоела Лојд  | 100 м      | 11,08 НР     | 11,27         | 4. гр. 3      | Није се квалификовала | Није се квалификовала | Није се квалификовала | 27 / 49      |        |
| Џоела Лојд  | 200 м      | 22,66 НР     | 22,99 кв      | 4. гр. 2      | 23,38                 | 4. гр. 3              | Није се квалификовала | 23 / 44 (45) |        |